# Nith
Nith (in Schots-Gaelisch Abhainn Nid) is een rivier in Schotland van 112 kilometer lang. Het is de zevende rivier van Schotland qua lengte. De rivier ontspringt in East Ayrshire en loopt door Dumfries and Galloway om in Dumfries uit te monden in de Solway Firth. Het gebied waar de rivier door stroomt, staat bekend als Nithdale.